# 은척중학교
은척중학교(銀尺中學校)는 대한민국 경상북도 상주시 은척면 우기리에 있는 공립 중학교이다.

## 학교 연혁
- 1971년 1월 25일 : 은척중학교 설립 인가 (공학 9학급)
- 1971년 3월 11일 : 은척중학교 개교
- 1974년 12월 27일 : 은척중학교 아산분교 설립 인가 (공학 6학급)
- 1975년 4월 27일 : 은척중학교 아산분교 개교
- 1978년 11월 8일 : 은척상업고등학교 설립 인가 (공학 6학급)
- 1979년 7월 18일 : 은척상업고등학교 개교
- 2006년 2월 10일 : 은척상업고등학교제25회 졸업식(총 졸업생수 1,318명)
- 2006년 3월 1일 : 은척상업고등학교 폐교
- 2011년 2월 11일 : 은척중학교 아산분교 제34회 졸업식 (총 졸업생수 1,712명)
- 2011년 3월 1일 : 은척중학교 아산분교 폐교
- 2022년 12월 30일 : 제50회 졸업식(총 졸업생수 3,906명)
- 2023년 3월 1일 : 은척중학교 제23대 오두환 교장 취임

## 참고 자료
- 은척중학교 - 한국교육학술정보원 학교알리미